# Psyche affinis
Psyche affinis är en fjärilsart som beskrevs av Tutt 1900. Psyche affinis ingår i släktet Psyche och familjen säckspinnare. Inga underarter finns listade.